# 德雷克塞爾高地 (亞利桑那州)
德雷克塞爾高地（英語：Drexel Heights）是位於美國亞利桑那州皮馬縣的一個人口普查指定地區。根據2010年美國人口普查，該地共人口500人，而該地的面積約為50.38平方千米。

## 地理
德雷克塞爾高地的座標為32°08′34″N 111°01′53″W / 32.14278°N 111.03139°W，而該地最高點為海拔高度770米（即2526英尺）。